# Injustice: Gods Among Us
Injustice: Gods Among Us (укр. Несправедливість: Боги серед нас) — відеогра в жанрі файтингу, заснована на вигаданому всесвіті супергероїв  DC Comics. Гра розроблена студією NetherRealm Studios, відомою за іграми перезапущеної серії Mortal Kombat. Видана в квітні 2013 року для PlayStation 3, Xbox 360 і Wii U. 12 листопада 2013 гра вийшла також на Microsoft Windows, PlayStation Vita і PlayStation 4 у вигляді видання Ultimate Edition, куди входять усі доповнення.

## Ігровий процес

Супергерой Кіборг бореться з Дезстроуком

### Основи
Поєдинки супергероїв у грі Injustice: Gods Among Us відбуваються в площині, проте персонажі і довкілля відображені в 3D. Кожен боєць має дві смуги здоров'я. Коли одна вичерпується від атак супротивника, відкривається друга, схована під нею, та починається другий раунд. Кожен боєць може рухатися вздовж арени, стрибати, присідати й завдавати удари. Всі персонажі поділяються на «сильних», які покладаються на власні спроможності, та «винахідливих», які послуговуються різноманітним обладнанням і зброєю.
Удари бувають трьох типів: слабкі, середні та сильні. Що сильніший удар, то більше часу потрібно на його підготовку. Кожен тип ударів блокується рухом вниз, убік або вверх. Крім того в персонажів є по одній унікальній атаці. Так, Бетмен причіпляє супротивнику на спину бомбу, яка слідом вибухає, а Супермен стріляє променями з очей. Деякі предмети на аренах можна схопити й жбурнути; від такої атаки можна ухилитися, проте її не можна заблокувати. Крім того, є арени з декількома зонами. Коли один персонаж здійснює потужний удар, він може викинути опонента на іншу зону і поєдинок продовжиться там. В міру завдання ударів, або їх отримання, персонаж накопичує енергію на свій суперприйом. Також частину енергії можна пожертвувати на «зіткнення», щоб з певним шансом посилити себе, полікувати, чи завдати контрудару. Разом з тим є й шанс, що нападник сам завдасть додаткової атаки.
За успіхи в сюжетній кампанії гравець заробляє досвід, який підвищує його рівень у багатокористувацькій грі, максимум до 100. Досвід вираховується за критеріями: перемога (за поразки теж, але мало), час, що лишився до кінця бою, здоров'я, що лишилося до кінця бою, використання об'єктів на арені, руйнування на арені, завдання першого удару, використання спецприйомів і «зіткнень» та бездоганне завершення раунду. З кожним рівнем отримуються картки доступу й ключі зброярні. За картки можна переглянути додаткові матеріали про створення гри та відкрити додаткову музику, або розблокувати нові умови боїв, такі як встигнути перемогти за 30 секунд. За ключі зброярні відкриваються нові оформлення бійців і додаткові відомості про персонажів і арени. Сюжетні персонажі мають щонайменше два варіанти оформлення: звичайний та альтернативний — Режиму чи Опору. В образі деяких супергероїв постають різні персонажі. Наприклад, Бетменом можуть бути Брюс Вейн, Террі Макґінніс і Томас Вейн.
Крім сюжетної кампанії з серії боїв за різних персонажів, у грі є режим битви проти серії випадкових героїв, і проти іншого гравця чи комп'ютера. Особливий режим S.T.A.R. Labs пропонує 240 битв за участі різних героїв і випробувань. Нагородою в цьому режимі слугують додаткові оформлення бійців.

### Персонажі
Базові грабельні персонажі:
- Аквамен
- Арес
- Бейн
- Бетмен (Брюс Вейн / Террі Макґінніс)
- Чорний Адам
- Жінка-кішка
- Кіборг
- Дезстроук
- Думсдей
- Флеш (Беррі Аллен)
- Зелена Стріла
- Зелений Ліхтар (Гел Джордан)
- Гарлі Квінн
- Дівчина-яструб (Шіра Голл / Кендра Сайндерс)
- Джокер
- Вбивця Мороз (Лоїс Лінкольн)
- Лекс Лютор
- Найтвінг (Дік Грейсон)
- Рейвен
- Шазам
- Сінестро
- Соломон Ґранді
- Супермен
- Диво-жінка

Доповнення додають таких персонажів:
- Бетдівчина
- Бетмен (Томас Вейн)
- Затанна
- Зелений Ліхтар (Джон Стюарт)
- Зод
- Кібер-Супермен (Генк Геншо)
- Лобо
- Марсіанський Мисливець
- Скорпіон
- Флеш (Джей Ґаррік)

У версіях гри для iOS і Android є додаткові персонажі:
- Лицар Аркгема (злий Бетмен)
- Бетдівчина (Кассандра Кейн)
- Дарксайд
- Дедшот
- Флеш (Воллі Вест)
- Зелений Ліхтар (Джессіка Круз)
- Вбивця Крок
- Реверс-Флеш (Професор Зум)
- Статик

## Сюжет
У паралельному всесвіті Джокер підірвав бомбу в Метрополісі, що знищило місто, а також убило Лоїс Лейн і її ненароджену дитину від Супермена. В поліцейській дільниці Готем-сіті Бетмен допитує Джокера, але прилітає Супермен і в пориві гніву вбиває лиходія. Втративши свій моральний орієнтир в особі Лоїс, Супермен зрікається свого земного імені Кларк Кент і встановлює диктаторський Режим Єдиної Землі, проголосивши себе Верховним Канцлером. Під його правлінням усякий спротив та інакодумство викорінюється. Протягом п'яти років триває війна між Режимом і Опором, який очолив Бетмен.
Тим часом в іншому світі супергерої намагаються нейтралізувати Думсдея. Коли його вдається викинути в космос, Джокер тільки-но планує вибух у Метрополісі. Супергерої поспішають завадити йому і за мить дого, як Джокер натискає кнопку детонатора, переносяться разом із ним на іншу Землю.
Бетмен. Диво-жінка, Аквамен, Зелен Стріла та Зелений Ліхтар опиняються в різних місцях, а Бетмен переноситься разом із Джокером. Після сутички Бетмена з Джокером прибувають війська Режиму і намагаються забрати Бетмена, але той приголомшує їх сиреною та тікає. Джокер, скориставшись нагодою, тікає також. Герої здогадуються, що потрапили в інший світ, де історія пішла не так, як у них.
Зелений Ліхтар. Зелений Ліхтар вирушає до «Ферріс Ейркрафт», щоб знайти батарею сили для свого персня. Там він звільняє Дезстроука з полону Рейвен і Кіборга, що стали слугами Режиму. Повернувшись в Готем-Сіті, Ліхтареві доводиться вступити в сутичку з Сінестро і Жовтим Ліхтарем — своїм двійником, який зрікся Вартових. Ховаючись разом з Диво-Жінкою і Зеленою Стрілою, вони зустрічають Бетмена цього світу. Бетмен пояснює їм, що сховав криптонітову зброю в Бет-печері — єдину зброю, котрою можна нашкодити Суперменові, але для відкриття сховку з нею потрібні ДНК ще чотирьох героїв. Бетмен розповідає, що це він затягнув супергероїв до свого світу, бо тут Зелена Стріла був убитий Суперменом, а троє інших стали фанатичними прихильниками Режиму. В Фортеці самотності Жовтий ліхтар повідомляє злому Супермену про появу двійників. Той наказує йому зловити їх.
Аквамен. Аквамен відвідує Атлантиду, щоб знайти відповіді в архівах атлантів; від бібліотекаря він довідується про знищення Метрополіса та божевілля Супермена, що вбив усіх супергероїв, які відмовилися служити йому, а вцілілі мусили переховуватися. Зустрівшись із Шазамом і Флешем, Аквамен відкидає їхній договір про приєднання Атлантиди до Режиму. Ті намагаються примусити його силоміць, Аквамен долає їх, а потім зустрічається з тутешнім Акваменом, який готовий стати на бік Супермена. В їхню бійку втручається Арес, якого послабила відсутність воєн на Землі. Бог війни пропонує Аквамену вирушити до Опору, до якого примкнув заклятий ворог Супермена — Лекс Лютор. У той час Супермен цього світу утримує непритомного Думсдея та планує взяти його під контроль з допомогою технологій.
Джокер. Зустрівши Бетмена, Джокер встряє у бійку з ним, а потім полишає, коли наближаються Дівчина-яструб і Жовтий ліхтар. Вони схоплюють Бетмена та відправляють до Супермена. Той визначає, що перед ним двійник, але занепокоєний його появою. Сам Джокер переховується та зустрічається з Гарлі Квінн. Після невеликої сутички та визнає в ньому справжнього Джокера і відводить в покинутуЛікарню Аркхем, що стала базою для нового клану Джокера. Раптово Аркхем зазнає атаки Режиму під командою Найтвінга та Дівчини-яструба. Клан Джокера здобуває перемогу завдяки прибулим в той же час героям Опору. Бетмен замикає Джокера у в'язниці.
Зелена Стріла. Повстанці проникають в покинутий особняк Вейнів, поборовшись при цьому з Вбивцею Мороз і Соломоном Гранді. У Бет-печері вони забирають криптонітову зброю, але туди прибувають паралельні Диво-жінка і Чорний Адам. В результаті сутички зброя виявляється пошкоджена. Тим часом до Опору приєднується Дезстроук, а Супермен просить Лекса Лютора, що насправді працює на нього, створити сканер для розпізнавання двійників, спираючись на дані Бетмена-прибульця.
Кіборг. В оригінальному всесвіті Супермен, Флеш і Кіборг намагаються повернути друзів крізь квантовий портал, створений на космічній станції «Вартова Вежа». Флеш забезпечує портал енергією, але він працює нестабільно й затягує Кіборга в паралельний світ. Той опиняється на базі, де підслуховує план боротьби з Суперменом від Дезстроука і Лекса Лютора, після чого нападає на них, поки друзі не пояснюють в чому справа. Супермен і Диво-жінка прибувають в напівзруйновану Бет-печеру, де знаходять залишки криптоніту. Супермен заявляє про підготовку страти Бетмена на острові «Страйкер» о 6:00 за місцевим часом. Бійці Опору розробляють план із захоплення телепорта тутешньої «Вартової Вежі» та звільнення Бетмена.
Дезстроук. Кіборг і Дезстроук проникають на «Вартову Вежу». Кіборг видає себе за тутешнього Кібрга Режиму, але Жінка-кішка викриває його, а потім Кіборгом Режиму намагається захопити над ним контроль. Поки оригінальний Кіборг програмує телепорт космічної станції на в'язницю «Страйкер», Дезстроук мінує станцію, взявши гору над тутешніми Флешем і Шазамом. Лекс Лютор зв'язується з Дезстроуком і доручає йому викрасти з «Ферріз Індастріз» технологію, за допомогою якої можна створити нову криптонітову зброю. Той добуває її, б'ється з Вбивцею Мороз і Диво-жінкою. В той же час Гарлі Квінн звільняє Джокера з в'язниці. Решта здійснюють атаку на острів «Страйкер», де тримають Бетмена з оригінальною" всесвіту.
Бетмен з Опору. Аквамен з вірними йому атлантами здійснює атаку на острів, а допомагають йому оригінальні Зелений ліхтар і Диво-жінка. Бетмен з Опору і Зелена стріла пробираються тим часом повз охорону і б'ються з Найтвінгом і Жінкою-кішкою. Паралельно виявляється, що Найтвінг із всесвіту Режиму не Дік Ґрейсон, а Деміен Вейн — син Брюса Вейна і Талії аль'Гул, який убив Діка під час перших сутичок режиму й Опору. Майже звільнивши оригінального Бетмена, паралельний Бетмен вступає в сутичку з Жовтим Ліхтарем і Зеленою Стрілою, якого зачарувала Рейвен. Врешті він отямлює Зелену Стрілу та веде свого двійника до точки телепортації, котрою керує Кіборг. Герої телепортуються, Супермен розуміє, що Опір захопив «Вартову Вежу» й летить до неї, але станція вибухає, приголомшивши тирана. Невдовзі Супермен чує слова Лекса Лютора «Супермен має бути знищений» і розуміє, що той його зрадив.
Лекс Лютор. За три години до того Лекс Лютор вдягає екзоскелет і, взявши криптонітову зброю, вилітає вбити Супермена. Раптово його збивають дві ракети, випущені Джокером і Гарлі Квінн, які пізніше вступають з ним у бій. Костюм Лютора самостійно ремонтується, проте зброя ще не працює. Гарлі нападає на нього, проте програє, за що Джокер намірюється її вбити. Лютор заступається за неї і Гарлі стає на його бік. На острові «Страйкер» Лютор перемагає Чорного Адама, Дівчину-яструба й Шазама. Коли вибухає станція, він користується тимчасовою вразливістю Супермена, щоб націлитись на нього. Та Супермен чує його слова, розлючений, летить на острів, а Шазам вдаряє Лютора в спину блискавками, що виводить зброю з ладу. Супермен розбиває костюм Лекса та вбиває його, після чого замислює вторгнутися до світу, звідки прийшли двійники.
Флеш. У Фортеці Самотності, на раді прихильників Режиму, Супермен приходить до рішення знищити Готем, щоб залякати людство, а потім, відновивши порядок, захопити паралельний світ. Шазам зауважує, що Супермен сам став таким, які ті, від кого він захищав світ. Супермен лютує та вбиває Шазама. Це спонукає тутешнього Флеша перейти на бік Опору. Жовтий Ліхтар розуміє його, проте боїться тирана, тож не дає втекти. Здолавши Ліхтаря й Соломона Гранді, Флешу вдається дістатися до Готема, де роззброїти елітні війська Режиму. Сінестро, котрий командував ними, сходиться із Флешем у двобої та зазнає поразки, а Флеш замуровує його в цегляній піраміді. Флеш прибуває на базу Опору, проте Зелена Стріла спершу не вірить в його добрі наміри. Без криптонітової зброї Супермена не зупинити, тому після довгих суперечок, які перейшли в бійку, обидва Бетмена наважуються затягнути до цього світу іншого Супермена.
Диво-жінка. Диво-жінку переносить в Теміскіру Арес, який показує, що амазонки готуються напасти на Землю. Він сподівається, що майбутня війна поверне йому силу, та Диво-Жінка вирішує завадити цьому. Програвши бій з нею, Арес приводить Рейвен, а сам тікає. Диво-жінці вдається подолати Рейвен, а потім вона зустрічається зі своєю двійницею цього світу, закоханою в диктатора, через що вона забула головну місію амазонок Теміскіри — бути миротворцями проти чоловічої тиранії. Це спонукає тутешню Диво-жінку стати на бік Опору.
Супермен. Прибувши в світ Режиму, Супермен допомагає Опору, перемагаючи Сінестро, заморожуючи Чорного Адама, і закликає до відмови від жовтої сили Гела Джордана цієї реальності. Згодом відбувається битва за Метрополіс, в якій Опір, разом з армією амазонок, перемагає війська Режиму і лояльні їм легіони атлантів. Зрештою, Супермен зустрічається з підконтрольним Режиму Думсдеєм і відправляє його у Фантомну зону. Тоді відбувається битва між двома Суперменами у Фортеці Самотності. Диктатор заявляє, що вбивши двійника, захопить його світ і забере тамтешню Лоїс Лейн та збудує «ідеальний світ». Зрештою, тиран зазнає поразки, але Супермен-прибулець лишає його живим для чесного суду.
Режим повалений і багато його прихильників відправлено до в'язниці. Зелений Ліхтар відправляє Сінестро і Гела Джордана на планету Оа, щоб вартові всесвіту вирішили їхню долю. Кіборг віддає данину пам'яті перед меморіалом Лекса Лютора, а Джокер знову опиняється в руках правосуддя свого світу, бо Гарлі Квінн відреклася від нього, зрозумівши який він мерзотник в будь-якому всесвіті. Супермена-диктатора садять в спеціальну камеру під червоними лампами, що імітують світло зорі Криптона, які позбавляють його сили.

## Саундтрек
| Injustice: Gods Among Us – The Album | Injustice: Gods Among Us – The Album | Injustice: Gods Among Us – The Album | Injustice: Gods Among Us – The Album |
| #                                    | Назва                                | Виконавець                           | Тривалість                           |
| ------------------------------------ | ------------------------------------ | ------------------------------------ | ------------------------------------ |
| 1.                                   | «Sight Unseen»                       | Rise Against                         |                                      |
| 2.                                   | «THISKIDSNOTALRIGHT»                 | Awolnation                           |                                      |
| 3.                                   | «Evil Friends»                       | Portugal. The Man                    |                                      |
| 4.                                   | «Walk On Air»                        | Minus the Bear                       |                                      |
| 5.                                   | «Angel»                              | Depeche Mode                         |                                      |
| 6.                                   | «Pure War»                           | Pictureplane                         |                                      |
| 7.                                   | «This Is Is Is Is Pain»              | The Faint                            |                                      |
| 8.                                   | «Beards Again»                       | MSTRKRFT                             |                                      |
| 9.                                   | «Fallen»                             | Jacob Plant                          |                                      |
| 10.                                  | «Villain»                            | Killer Mike                          |                                      |
| 11.                                  | «Refusal To Die»                     | Zeus                                 |                                      |

## Супутня продукція
Гру супроводжує серія однойменних коміксів, які описують передісторію. Комікси виконано письменником Томом Тейлором, а також рядом художників. 15 січня 2013 року перший випуск було опубліковано в цифровому виданні, а через тиждень вийшов паперовий.
За сюжетом, Джокер і Гарлі Квінн за допомогою газу Опудала, змішаного з криптонітовим пилом, отруюють Супермена. Газ спричиняє в нього галюцинації. Той убиває свою вагітну дружину Лоїс Лейн, сприйнявши її за Думсдея. Після зупинки серця Лоїс детонує ядерна бомба, яку Джокер заклав у центрі Метрополіса. Супермен, всупереч своєму кодексу честі, знаходить Джокера у в'язниці та вбиває його. За підтримки деяких супергероїв, Супермен береться будувати «ідеальний світ», у якому не буде злочинців, що згодом призводить до встановлення тоталітарного режиму. Однак деякі супергерої пішли в Опір і ведуть підпільну боротьбу разом з Бетменом, Жінкою-кішкою, Зеленою Стрілою, Чорною Канаркою і навіть Гарлі Квінн.
- Injustice: Gods Among Us — Year 1 (36 випусків + спецвипуск)
- Injustice: Gods Among Us — Year 2 (24 випуски + спецвипуск)
- Injustice: Gods Among Us — Year 3 (24 випуски + спецвипуск)
- Injustice: Gods Among Us — Year 4 (24 випуски + спецвипуск)
- Injustice: Gods Among Us — Year 5 (40 випусків + спецвипуск)
- Injustice: Ground Zero (24 випуски) — спін-оф, у якому Ліга Справедливості розкриває таємниці своєї попередниці — Товариства Справедливості Америки
- Injustice 2 (72 випуски + 2 спецвипуски)
- Injustice vs. Masters of the Universe (6 випусків) — кросовер зі всесвітом Хі-мена[5][6]

## Оцінки й відгуки
| Агрегатор    | Оцінка                                                                         |
| ------------ | ------------------------------------------------------------------------------ |
| GameRankings | (WIIU) 83% (PS4) 83 % (X360) 82 % (PS3) 81 % (PC) 80 % (iOS) 67 %              |
| Metacritic   | (WIIU) 82/100 (X360) 81/100 (PS4) 80/100 (PC) 79/100 (PS3) 78/100 (iOS) 69/100 |

| Видання                      | Оцінка |
| ---------------------------- | ------ |
| Electronic Gaming Monthly    | 9.5/10 |
| Eurogamer                    | 8/10   |
| Game Informer                | 9/10   |
| GameSpot                     | 7/10   |
| IGN                          | 8.2/10 |
| Official Xbox Magazine (США) | 9/10   |

Injustice: Gods Among Us здобула позитивні відгуки критиків. На агрегаторі Metacritic версія для Wii U має середню оцінку 82/100, для Xbox 360 — 81/100, для PlayStation 3 — 78/100. Видання Ultimate Edition зібрало 80/100 для PlayStation 4, і 79/100 для Microsoft Windows. Версія для iOS отримала змішані відгуки та оцінку 69/100.
В Eurogamer зазначили, що Injustice: Gods Among Us багато перейняла від Mortal Kombat, але система блокування ударів більше нагадує Street Fighter, а «зіткнення» замінюють комбобрейкери. На додаток, унікальні спеціальні атаки бійців і можливість використати довколишні об'єкти роблять гру дуже розмаїтою.
На думку редакції GameInformer, NetherRealm вдалося зробити як хороший файтинг, так і коміксову історію, перейнявши найкращі знахідки з Mortal Kombat. Високу оцінку здобули можливість користуватися об'єктами на аренах, образ героїв і лиходіїв, і їхнє озвучення. Підкреслювалося, що в грі відмінний багатокористувацький режим і режим S.T.A.R. Labs з численними й різноманітними завданнями.
GameSpot поділяли думку щодо вдалих використань механік із Mortal Kombat, «зіткнень», руйнованого довкілля, жорсткого світу гри та режиму S.T.A.R. Labs. Однак, сюжет характеризувався як «розчаровуюче тупий». Також, було розкритиковано недостатньо детальне навчання.